# كارول أوف ذا بيلز (فلم)
كارول أوف ذا بيلز (بالإنجليزية: Carol of the Bells) هي دراما تاريخية أوكرانية من إخراج أوليسيا مورهونيتس-إيساينكو بناءً على سيناريو كسينيا زاستافسكا، صدرت في أوكرانيا في 5 يناير 2023. وعرضت عالمياً لأول مرة في 4 مارس 2022. يُعرف أيضًا باسم Szczedryk (بولندا) وЩедрик (أوكرانيا).
يحكي الفيلم عن حياة ثلاث عائلات من جنسيات مختلفة: الأوكرانيين والبولنديين واليهود، الذين توحدهم مصيبة مشتركة - الحرب.

## إنتاج
الفيلم مأخوذ عن سيناريو كسينيا زاستافسكا، وانتج بإنتاج مشترك بين أوكرانيا وبولندا، من إخراج المخرجة الأوكرانية أوليسيا مورهونيتس إيزاينكو. قسم تمويل المشروع بالتساوي بين الأطراف الأوكرانية والبولندية، مع تقديم الجزء الأوكراني من التمويل من قبل وكالة الأفلام الحكومية الأوكرانية.

### تصوير
اختير الممثلون على مدار شهرين. وكان البحث الأطول عن ممثلين لأدوار الأطفال وعن الممثلة لتلعب دور صوفيا إيفانيوك. ولعبت يانا كورولوفا أول دور قيادي لها في فيلم روائي طويل.

## العرض
عرض الفيلم عالمياً لأول مرة في 4 مارس 2022. وعرض في العديد من البلدان، بما في ذلك بولندا وإسرائيل والأمريكتين ونيجيريا. الجدير بالذكر أن الفيلم عُرض في روما في سبتمبر 2022. وعرض لأول مرة في أوكرانيا في 5 يناير 2023، في دور السينما الأوكرانية.

### الإصدار الرقمي
عرض الفيلم لأول مرة على منصة البث المباشر نتفليكس في 13 ديسمبر 2023.

## الجوائز والتقدير
صنف الفليم كأفضل فيلم في مهرجان الفيلم الدولي للمرأة في نيجيريا (WIFFEN).

## روابط خارجية
- كارول أوف ذا بيلز على موقع IMDb (الإنجليزية)
- كارول أوف ذا بيلز على موقع فيلمافينيتي (الإسبانية)
- كارول أوف ذا بيلز على موقع قاعدة بيانات الفيلم (الإنجليزية)
- كارول أوف ذا بيلز على موقع ليتربوكسد (الإنجليزية)
- كارول أوف ذا بيلز على موقع كينوبويسك (الروسية)
- كارول أوف ذا بيلز  في قاعدة بيانات الأفلام على الإنترنت (بالإنجليزية)